# آن فيربانك
آن فيربانك هي ممثلة هندية (وحملت سابقاً جنسية الراج البريطاني)، ولدت في 9 يناير 1933 في الهند.

## أعمال

### أفلام
- (1984) طريق إلى الهند[6]
- (1999) آنا والملك[7][8][9]

## وصلات خارجية
- آن فيربانك على موقع IMDb (الإنجليزية)
- آن فيربانك على موقع ألو سيني (الفرنسية)
- آن فيربانك على موقع أول موفي (الإنجليزية)
- آن فيربانك على موقع قاعدة بيانات الأفلام السويدية (السويدية)
- آن فيربانك على موقع قاعدة بيانات الفيلم (الإنجليزية)
- آن فيربانك على موقع كينوبويسك (الروسية)